# Speed Stick
Speed Stick — американский бренд дезодорантов/антиперспирантов, производимых транснациональной фармацевтической компанией Colgate-Palmolive.

## Описание
Бренд Speed Stick был основан в 1963 году. До того как совместное предприятие Colgate-Palmolive купило The Mennen Company, продукт назывался «Mennen Speed Stick». В настоящее время на этикетке продукции мелким шрифтом написаны слова «by Mennen».
Под брендом Speed Stick выпускаются дезодоранты и антиперспиранты. Speed Stick является как спонсором, так и официальным антиперспирантом НХЛ.
Выпускаются как мужские, так и женские дезодоранты (Lady Speed Stick). Типы: 24/7, Pro, Stain Guard, Irish Spring и Original. Выпускаются как гелевые, так и роликовые дезодоранты и антиперспиранты.